# Temporada 1998 de la CART World Championship Series
La temporada 1998 de la FedEx CART World Championship Series fue la vigésima temporada de la Championship Auto Racing Teams y siendo también parte del Campeonato de Monoplazas de Estados Unidos, se corrieron 19 carreras, iniciando el 15 de marzo en Homestead, Florida, y terminando el 1 de noviembre en Fontana, California. El campeón del FedEx CART World Championship Series fue para el piloto italiano excorredor de la Fórmula 1 Alex Zanardi por segunda vez consecutiva. El destacado novato de la temporada, fue el piloto brasileño Tony Kanaan.

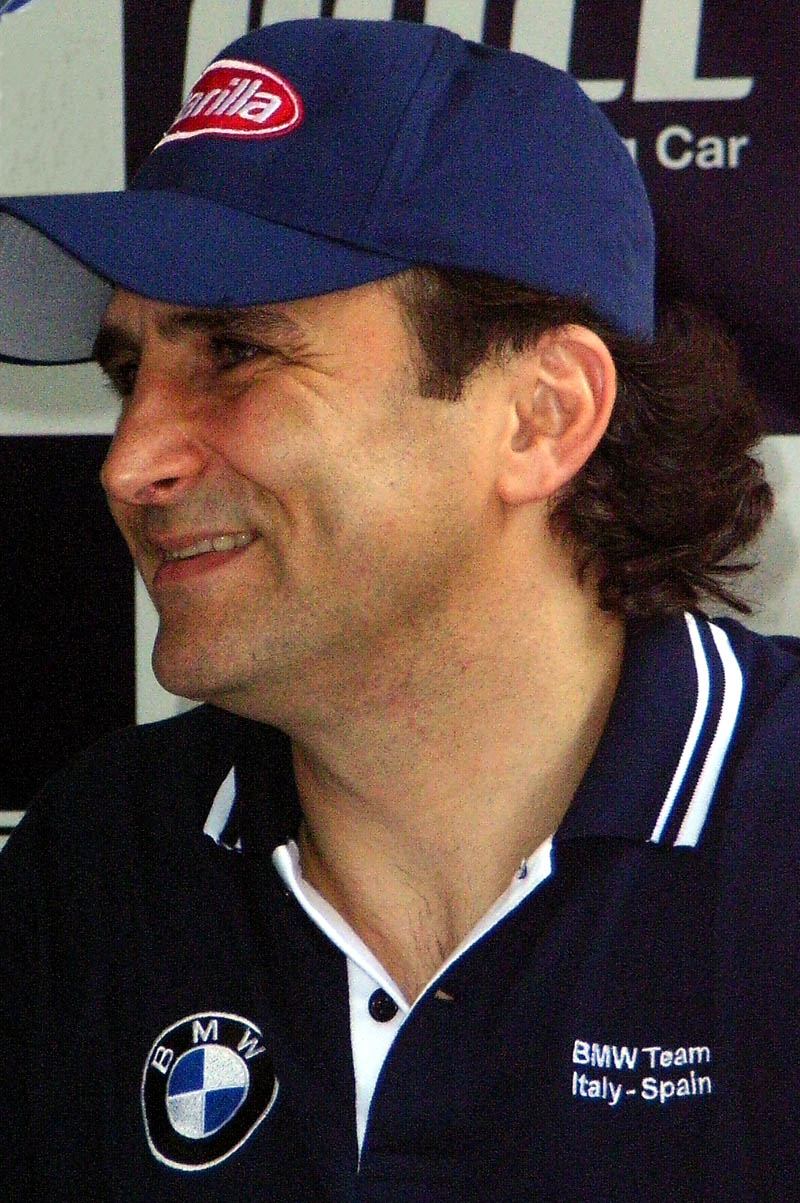
El piloto italiano excorredor de la Fórmula 1 Alex Zanardi, se adjudicó el título de la CART por segundo año consecutivo antes de volver a correr la Fórmula 1 con el equipo Williams F1 la temporada de 1999.

## Pilotos y equipos
| Equipo                   | Chasis                | Motor    | Neum. | Núm. | Piloto(s)                             |
| ------------------------ | --------------------- | -------- | ----- | ---- | ------------------------------------- |
| Chip Ganassi Racing      | Reynard 98i           | Honda    | F     | 1    | Alex Zanardi                          |
| Chip Ganassi Racing      | Reynard 98i           | Honda    | F     | 12   | Jimmy Vasser                          |
| Marlboro Team Penske     | Penske PC27-98        | Mercedes | G     | 2    | Al Unser Jr.                          |
| Marlboro Team Penske     | Penske PC27-98        | Mercedes | G     | 3    | André Ribeiro                         |
| Walker Racing            | Reynard 98i           | Honda    | G     | 5    | Gil de Ferran                         |
| Newman-Haas Racing       | Swift 009.c           | Ford XB  | G     | 6    | Michael Andretti                      |
| Newman-Haas Racing       | Swift 009.c           | Ford XB  | G     | 11   | Christian Fittipaldi Roberto Moreno   |
| Team Rahal               | Reynard 98i           | Ford XB  | F     | 7    | Bobby Rahal                           |
| Team Rahal               | Reynard 98i           | Ford XB  | F     | 8    | Bryan Herta                           |
| Hogan Racing             | Reynard 98i           | Mercedes | F     | 9    | J. J. Lehto                           |
| Della Penna Motorsports  | Swift 009.c           | Ford XB  | F     | 10   | Richie Hearn                          |
| Della Penna Motorsports  | Swift 009.c           | Ford XB  | F     | 43   | Hideshi Matsuda                       |
| Project Indy             | Reynard 97i           | Ford XB  | G     | 15   | Roberto Moreno Domenico Schiattarella |
| Bettenhausen Racing      | Reynard 98i           | Mercedes | G     | 16   | Hélio Castroneves                     |
| PacWest Racing Group     | Reynard 98i           | Mercedes | F     | 17   | Maurício Gugelmin                     |
| PacWest Racing Group     | Reynard 98i           | Mercedes | F     | 18   | Mark Blundell                         |
| Payton/Coyne Racing      | Reynard 98i           | Ford XB  | F     | 19   | Michel Jourdain Jr.                   |
| Payton/Coyne Racing      | Reynard 98i           | Ford XB  | F     | 34   | Dennis Vitolo Gualter Salles          |
| Patrick Racing           | Reynard 98i           | Ford XB  | F     | 20   | Scott Pruett                          |
| Patrick Racing           | Reynard 98i           | Ford XB  | F     | 40   | Adrián Fernández                      |
| Tasman Motorsports Group | Reynard 98i           | Honda    | F     | 21   | Tony Kanaan                           |
| Arciero-Wells Racing     | Reynard 98i           | Toyota   | F     | 24   | Hiro Matsushita Robby Gordon          |
| Arciero-Wells Racing     | Reynard 98i           | Toyota   | F     | 25   | Max Papis                             |
| Team KOOL Green          | Reynard 98i           | Honda    | F     | 26   | Paul Tracy                            |
| Team KOOL Green          | Reynard 98i           | Honda    | F     | 27   | Dario Franchitti                      |
| Forsythe Racing          | Reynard 98i           | Mercedes | F     | 33   | Patrick Carpentier                    |
| Forsythe Racing          | Reynard 98i           | Mercedes | F     | 99   | Greg Moore                            |
| All American Racing      | Reynard 98i Eagle 987 | Toyota   | G     | 36   | Alex Barron                           |
| All American Racing      | Reynard 98i Eagle 987 | Toyota   | G     | 98   | P. J. Jones Vincenzo Sospiri          |
| Davis Racing             | Lola T98/00           | Ford XB  | G     | 77   | Arnd Meier                            |

## Resultados de la Temporada

### Calendario y Resultados
| Rond. | Competencia                                                    | Circuito                                      | Localización                            | Fecha            | Pole position      | Vuel. Rap.           | Ganador          | Equipo Ganador      |
| ----- | -------------------------------------------------------------- | --------------------------------------------- | --------------------------------------- | ---------------- | ------------------ | -------------------- | ---------------- | ------------------- |
| 1     | Marlboro Gran Premio de Miami Presentado por Toyota            | Homestead-Miami Speedway                      | Homestead, Florida                      | 15 de marzo      | Greg Moore         | Greg Moore           | Michael Andretti | Newman/Haas Racing  |
| 2     | Budweiser 500 de Motegi                                        | Twin Ring Motegi                              | Motegi, Japón                           | 28 de marzo      | Jimmy Vasser       | Jimmy Vasser         | Adrián Fernández | Patrick Racing      |
| 3     | Toyota Gran Premio de Long Beach                               | Circuito callejero de Long Beach              | Long Beach, California                  | 5 de abril       | Bryan Herta        | Bobby Rahal          | Alex Zanardi     | Chip Ganassi Racing |
| 4     | Bosch Spark Plug Gran Premio de Nazareth Presentado por Toyota | Nazareth Speedway                             | Nazareth, Pennsylvania                  | 27 de abril      | Patrick Carpentier | Greg Moore           | Jimmy Vasser     | Chip Ganassi Racing |
| 5     | Rio 400k                                                       | Autódromo de Jacarepaguá (Óvalo)              | Río de Janeiro, Brasil                  | 10 de mayo       | Dario Franchitti   | Alex Zanardi         | Greg Moore       | Forsythe Racing     |
| 6     | Motorola 300 millas de Madison                                 | Gateway International Raceway                 | Madison, Illinois                       | 23 de mayo       | Greg Moore         | Jimmy Vasser         | Alex Zanardi     | Chip Ganassi Racing |
| 7     | Miller 200 Millas de Milwaukee                                 | Milwaukee Mile                                | West Allis, Wisconsin                   | 31 de mayo       | Patrick Carpentier | Scott Pruett         | Jimmy Vasser     | Chip Ganassi Racing |
| 8     | ITT Automotive Gran Premio de Detroit                          | Circuito callejero de Belle Isle Park         | Detroit, Míchigan                       | 7 de junio       | Greg Moore         | Alex Zanardi         | Alex Zanardi     | Chip Ganassi Racing |
| 9     | Budweiser/G. I. Joe's 200 Gran Premio de Portland              | Portland International Raceway                | Portland, Oregón                        | 21 de junio      | Bryan Herta        | Patrick Carpentier   | Alex Zanardi     | Chip Ganassi Racing |
| 10    | Medic Drug Gran Premio de Cleveland                            | Circuito de Cleveland Burke Lakefront Airport | Cleveland, Ohio                         | 12 de julio      | Jimmy Vasser       | Bryan Herta          | Alex Zanardi     | Chip Ganassi Racing |
| 11    | Molson Indy Toronto                                            | Circuito callejero de Exhibition Place        | Toronto, Ontario                        | 19 de julio      | Dario Franchitti   | Christian Fittipaldi | Alex Zanardi     | Chip Ganassi Racing |
| 12    | USA 500 de Míchigan Presentado por Toyota                      | Michigan International Speedway               | Brooklyn, Míchigan                      | 26 de Julio      | Adrián Fernández   | Patrick Carpentier   | Greg Moore       | Forsythe Racing     |
| 13    | Miller Lite 200 de Ohio                                        | Mid-Ohio Sports Car Course                    | Lexington, Ohio                         | 9 de agosto      | Dario Franchitti   | Greg Moore           | Adrián Fernández | Patrick Racing      |
| 14    | Texaco/Havoline 200 millas al Gran Premio de Road America      | Road America                                  | Elkhart Lake, Wisconsin                 | 16 de agosto     | Michael Andretti   | Alex Zanardi         | Dario Franchitti | Team KOOL Green     |
| 15    | Molson Indy Vancouver                                          | Circuito Callejero de Vancouver               | Vancouver, Columbia Británica           | 6 de septiembre  | Dario Franchitti   | Hélio Castroneves    | Dario Franchitti | Team KOOL Green     |
| 16    | Honda Gran Premio de Monterey                                  | Mazda Raceway Laguna Seca                     | Monterey, California                    | 13 de septiembre | Bryan Herta        | Tony Kanaan          | Bryan Herta      | Team Rahal          |
| 17    | Texaco Gran premio de Houston                                  | Circuito callejero de Houston                 | Houston, Texas                          | 4 de octubre     | Greg Moore         | Alex Zanardi         | Dario Franchitti | Team KOOL Green     |
| 18    | Honda Indy Carnival Gran Premio de Australia                   | Circuito callejero de Surfers Paradise        | Surfers Paradise, Queensland, Australia | 18 de octubre    | Dario Franchitti   | Alex Zanardi         | Alex Zanardi     | Chip Ganassi Racing |
| 19    | Marlboro 500 presented by Toyota                               | Auto Club Speedway                            | Fontana, California                     | 1 de noviembre   | Scott Pruett       | Greg Moore           | Jimmy Vasser     | Chip Ganassi Racing |

     Óvalo
     Circuito

### Estadísticas Finales
| Pos. | Piloto                 | MIA | MOT | LBH | NAZ | RIO | GAT | MIL | DET | POR | CLE | TOR | MIC | MDO | ROA | VAN | LAG | HOU | SUR | FON | Puntos |
| ---- | ---------------------- | --- | --- | --- | --- | --- | --- | --- | --- | --- | --- | --- | --- | --- | --- | --- | --- | --- | --- | --- | ------ |
| 1    | Alex Zanardi           | 3   | 23  | 1   | 2   | 2*  | 1   | 8   | 1*  | 1*  | 1*  | 1   | 3*  | 12  | 2   | 4   | 2   | 2   | 1*  | 3   | 285    |
| 2    | Jimmy Vasser           | 16  | 7   | 8   | 1   | 6   | 4   | 1*  | 6   | 8   | 7   | 3   | 2   | 27  | 9   | 26  | 5   | 4   | 24  | 1*  | 169    |
| 3    | Dario Franchitti       | 9   | 8   | 2   | 21  | 19  | 27  | 4   | 4   | 21  | 3   | 20* | 21  | 26  | 1*  | 1*  | 4   | 1*  | 2   | 22  | 160    |
| 4    | Adrián Fernández       | 6   | 1*  | 4   | 26  | 3   | 18  | 9   | 2   | 24  | 5   | 9   | 23  | 1   | 5   | 15  | 7   | 6   | 6   | 4   | 154    |
| 5    | Greg Moore             | 2   | 4   | 6   | 3   | 1   | 3   | 13  | 5   | 27  | 25  | 11  | 1   | 22  | 21  | 20  | 21  | 26  | 8   | 2   | 141    |
| 6    | Scott Pruett           | 5   | 21  | 12  | 22  | 18  | 5   | 10  | 9   | 2   | 4   | 6   | 4   | 2   | 20  | 3   | 18  | 11  | 4   | 20  | 121    |
| 7    | Michael Andretti       | 1*  | 14  | 21  | 18* | 5   | 2*  | 26  | 10  | 17  | 2   | 2   | 6   | 21  | 15  | 2   | 10  | 28  | 20  | 18  | 112    |
| 8    | Bryan Herta            | 8   | 28  | 3   | 8   | 4   | 23  | 11  | 21  | 3   | 13  | 5   | 10  | 25  | 23  | 22  | 1*  | 8   | 10  | 15  | 97     |
| 9    | Tony Kanaan            | 18  | 6   | 5   | 9   | 27  | 24  | 17  | 8   | 4   | 14  | 22  | 11  | 8   | 4   | 18  | 3   | 3   | 7   | 19  | 92     |
| 10   | Bobby Rahal            | 19  | 17  | 17  | 6   | 8   | 8   | 5   | 11  | 6   | 8   | 4   | 7   | 3   | 8   | 25  | 16  | 23  | 25  | 11  | 82     |
| 11   | Al Unser Jr.           | 22  | 2   | 29  | 15  | 16  | 19  | 3   | 24  | 5   | 17  | 17  | 22  | 6   | 27  | 5   | 6   | 7   | 22  | 27  | 72     |
| 12   | Gil de Ferran          | 7   | 3   | 20* | 4   | 26  | 6   | 22  | 3   | 20  | 6   | 27  | 16  | 9   | 16  | 13  | 19  | 21  | 14  | 17  | 67     |
| 13   | Paul Tracy             | 27  | 5   | 25  | 5   | 25  | 26  | 7   | 7   | 28  | 19  | 14  | 9   | 5   | 6   | 11  | 8   | 20  | 23  | 14  | 61     |
| 14   | Christian Fittipaldi   | 4   | 25  | 26  | 11  | 21  | 11  | DNS | 17  | 26  | 11  | 16  | 25  | 13  | 3   | 14  | 9   | 27  | 3   | 7   | 56     |
| 15   | Maurício Gugelmin      | 10  | 20  | 10  | 17  | 9   | 16  | 21  | 19  | 7   | 20  | 12  | 13  | 4*  | 19  | 6   | 27  | 18  | 12  | 5   | 49     |
| 16   | Richie Hearn           | 13  | 27  | 23  | 10  | 7   | 28  | 6   | 23  | 10  | 18  | 7   | 5   | 24  | 13  | 16  | 11  | 9   | 18  | 8   | 47     |
| 17   | Hélio Castroneves      | 24  | 11  | 9   | 23  | 23  | 7   | 2   | 12  | 13  | 27  | 10  | 12  | 17  | 26  | 24  | 23  | 24  | 21  | 10  | 36     |
| 18   | Mark Blundell          | 12  | 10  | 7   | 20  | 11  | 10  | 12  | 22  | 22  | 10  | 26  | 17  | 19  | 7   | 12  | 25  | 14  | 11  | 6   | 36     |
| 19   | Patrick Carpentier     | 11  | 19  | 28  | 13  | 17  | 15  | 25  | 15  | 9   | 9   | 25  | 8   | 7   | 28  | 27  | 17  | 22  | 9   | 26  | 27     |
| 20   | J. J. Lehto            | 14  | 29  | 18  | 16  | 10  | 9   | 19  | 26  | 25  | 28  | 24  | 20  | 15  | 18  | 8   | 28  | 10  | 5   | 21  | 25     |
| 21   | Max Papis              | 26  | 13  | 24  | 14  | 28  | 22  | 16  | 18  | 11  | 12  | 8   | 19  | 14  | 11  | 9   | 12  | 5   | 17  | 16  | 25     |
| 22   | André Ribeiro          | 17  | 9   | 22  | DNS | 22  | 20  | 18  | 16  | 15  | 22  | 23  | 28  | 10  | 25  | 7   | 14  | 17  | 13  | 28  | 13     |
| 23   | Robby Gordon           |     |     |     | 7   |     | 13  | 20  | 14  | 23  | 23  | 13  | 27  | 11  | 12  | 23  | 13  | 13  | 16  | 9   | 13     |
| 24   | Michel Jourdain Jr.    | 28  | 22  | 27  | 12  | 24  | 17  | 15  | 13  | 19  | 26  | 18  | 18  | 28  | 14  | 10  | 24  | 25  | 26  | 12  | 5      |
| 25   | Arnd Meier             | 21  | 15  | 15  | 24  | 14  | 21  | 23  | 27  | 12  | 16  | 15  | 14  | 18  | 10  | 28  | 15  | 16  | 27  | 24  | 4      |
| 26   | P.J. Jones             | 20  | 30  | 11  | 19  | 13  | 12  | 14  | 25  | 16  | 21  | 19  | 24  | 20  | 22  | 21  |     |     |     |     | 3      |
| 27   | Alex Barron            | 18  | 24  | 14  | DNS | 12  | 14  | DNS | 20  | 14  | 15  | 28  | 15  | 16  | 24  | 19  | 20  | 12  | 19  | 13  | 2      |
| 28   | Gualter Salles         |     | 12  | 13  |     | 20  |     |     |     |     |     | 21  |     | 23  | 17  |     |     |     |     |     | 1      |
| 29   | Vincenzo Sospiri       |     |     |     |     |     |     |     |     |     |     |     |     |     |     |     | 22  | 15  | 15  | 23  | 0      |
| 30   | Hiro Matsushita        | 23  | 16  | 19  |     | 15  |     |     |     |     |     |     |     |     |     |     |     |     |     |     | 0      |
| 31   | Roberto Moreno         | 15  | 26  |     |     |     |     | 24  |     |     |     |     |     |     |     |     |     |     |     |     | 0      |
| 32   | Domenico Schiattarella |     |     | 16  |     |     |     |     |     |     |     |     |     |     |     |     |     |     |     |     | 0      |
| 33   | Dennis Vitolo          | 25  |     |     | 25  |     | 25  | DNS | 28  | 18  | 24  |     | 26  |     |     | 17  | 26  | 19  | DNS | 25  | 0      |
| 34   | Hideshi Matsuda        |     | 18  |     |     |     |     |     |     |     |     |     |     |     |     |     |     |     |     |     | 0      |
| Pos. | Piloto                 | MIA | MOT | LBH | NAZ | RIO | GAT | MIL | DET | POR | CLE | TOR | MIC | MDO | ROA | VAN | LAG | HOU | SUR | FON | Puntos |

| Color          | Result                                             |
| -------------- | -------------------------------------------------- |
| Oro            | Ganador                                            |
| Plata          | Segundo lugar                                      |
| Bronce         | Tercer lugar                                       |
| Verde          | Cuarto y quinto lugar                              |
| Celeste        | 6º-12º lugar (terminó la carrera)                  |
| Azul oscuro    | Finalizó la carrera fuera del Top 12               |
| Violeta        | No finalizó la carrera                             |
| Rojo           | No se clasificó a la carrera (DNQ)                 |
| Marrón         | Retiro del evento (Ret)                            |
| Negro          | Descalificado (DSQ)                                |
| Blanco         | No comenzó la carrera (DNS)                        |
| Sin color      | No participó (DNP)                                 |
| Negrita        | Pole position                                      |
| Cursiva        | Piloto que hizo la vuelta más rápida de la carrera |
| *              | Piloto con más vueltas lideradas                   |
| Novato del Año |                                                    |
| Novato         |                                                    |

### Sistema de Puntuación
Los puntos para la temporada se otorgaron sobre la base de los lugares obtenidos por cada conductor (independientemente de que si el coche está en marcha hasta el final de la carrera):
| Posición | 1  | 2  | 3  | 4  | 5  | 6 | 7 | 8 | 9 | 10 | 11 | 12 |
| Puntos   | 20 | 16 | 14 | 12 | 10 | 8 | 6 | 5 | 4 | 3  | 2  | 1  |

#### Puntos de bonificación
- 1 Punto Para la Pole Position
- 1 Punto por liderar la mayoría de vueltas de la carrera